# برادیچ
برادیچ (به صربی: Bradić) یک منطقهٔ مسکونی در صربستان است که در ناحیه ماچوا واقع شده‌است.